# Impatiens concinna
Impatiens concinna är en balsaminväxtart som beskrevs av Joseph Dalton Hooker. Impatiens concinna ingår i släktet balsaminer, och familjen balsaminväxter. Inga underarter finns listade i Catalogue of Life.